# Maria de Toledo
Maria de Toledo i Rojas o Maria Álvarez de Toledo (* c. 1490; † 11 de maig de 1549 Santo Domingo) va ser la primera virreina de les Índies per estar casada amb Diego Colón, fill primogènit de Cristòfor Colom, descobridor d'Amèrica. Neta del  I duc d'Alba, neboda del II duc, cosí del rei Ferran II d'Aragó El Catòlic, i reneboda dels Reis Catòlics, va ser la dona de la més alta noblesa que va passar a Amèrica al segle xvi. A més, va ser defensora de les llibertats dels indiss a les Índies Occidentals.

## Entorn familiar
Filla de Fernando Álvarez de Toledo i Enríquez, senyor de Villorias i Falconer Major del rei Ferran II d'Aragó, i de María de Rojas i Pereira, Maria va néixer al voltant de 1490 i va morir a la ciutat de Santo Domingo, a l'illa L'Espanyola (l'actual República Dominicana), l'11 de maig 1549.
En 1508, va contreure matrimoni amb Diego Colón Moniz, el fill primogènit de l'almirall Cristòfor Colom, qui va dur a terme una de les més importants gestes històriques: el descobriment del Nou Món.
Els descendents d'aquest matrimoni van ser: 
- Felipa Colón i Toledo.
- Luis Colón de Toledo
- Maria Colón i Toledo.
- Joana Colón i Toledo
- Isabel Colón i Toledo
- Cristòfor Colón i Toledo.
- Diego Colón i Toledo.

En morir Diego Colom a 1526, tots els seus fills eren menors d'edat. La seva vídua va prendre la regna de la família i en 1530 va decidir retornar a Espanya a seguir el plet que tenia el seu marit amb el Fisc Reial. En els anys posteriors va viure a Espanya defensant els drets dels seus fills davant els tribunals.
Finalment el 28 de gener de 1536, el Consell d'Índies li va llevar privilegis a l'hereu, entre aquests el delme de les terres d'Amèrica i el títol de Virrei, compensant entre d'altres amb el Ducat de Veragua. A més, Maria va aconseguir per a les seves filles una renda anual vitalícia de 500.000 maravedís, i per al seu fill menor Diego l'hàbit de l'Orde de Santiago, a més de la renda. Maria va estar absent de Santo Domingo des 1530-1544. Va morir al Palau d'en Jaume Colom, l'11 de maig 1549.